# Henry Worm

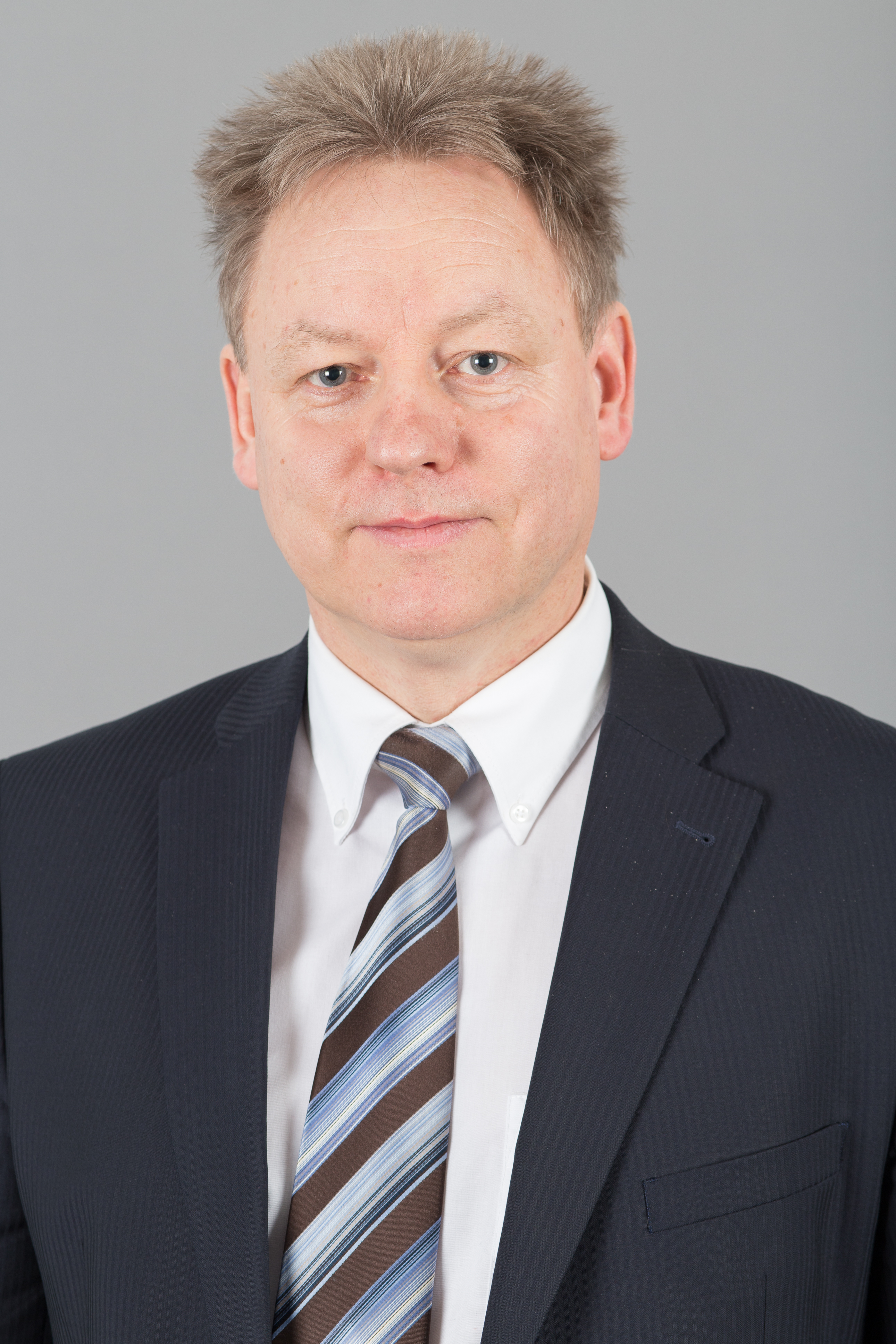
Henry Worm (2016)

Henry Worm (* 23. März 1963 in Steinach) ist ein deutscher Politiker (CDU). Seit 2004 ist er Abgeordneter des Thüringer Landtages. Von 2019 bis 2024 war er Vizepräsident des Thüringer Landtags.

## Leben
Worm besuchte bis 1979 die 10-klassige Polytechnische Oberschule. Anschließend machte er eine Lehre zum Keramformer und war als Facharbeiter für Keramik tätig. Von 1982 bis 1983 leistete er Grundwehrdienst in der Nationalen Volksarmee der DDR. Danach absolvierte er ein Ingenieurstudium, das er 1986 als Diplomingenieur (FH) für Sintertechnik abschloss. Anschließend war er bis 1990 als Ingenieur in der Porzellan- und Keramikindustrie tätig. Von 1991 bis 1994 war Worm im Spielwarengroßhandel beschäftigt, zunächst im Vertrieb, später als Einkäufer und Verkaufsleiter. Anschließend war er zehn Jahre bis zu seiner Wahl in den Landtag Bezirksleiter einer Kosmetikfirma im Vertriebsbereich Sachsen/Thüringen.
Henry Worm ist verheiratet und hat zwei Kinder.

## Politisches Wirken

### Parteimitgliedschaften und -ämter
Worm war von 1982 bis 1989 Mitglied der SED. 1999 trat er der CDU bei. Er war von 2000 bis 2014 Vorsitzender des CDU-Ortsverbandes Scheibe-Alsbach und Steinheid. Von 2003 bis 2005 war er stellvertretender Kreisvorsitzender des CDU-Kreisverbandes Sonneberg, anschließend von 2005 bis 2010 dessen Kreisvorsitzender. Seit 2014 ist er Vorsitzender des CDU-Ortsverbandes Region Neuhaus am Rennweg.

### Mandate
Seit 1999 ist Henry Worm Gemeinderat bzw. Ortsteilrat in Scheibe-Alsbach. Ab Juni 2004 vertrat er im Thüringer Landtag den Wahlkreis 20 (Hildburghausen II/Sonneberg II) mit einem Direktmandat als CDU-Abgeordneter. Bei der Landtagswahl 2024 verlor er das Direktmandat an Melanie Berger (AfD), zog aber über Listenplatz 8 in den Landtag ein.
Seit 2009 ist Worm Mitglied im Kreistag des Landkreises Sonneberg. Außerdem ist er seit 2014 Stadtrat und stellvertretender Bürgermeister der Stadt Neuhaus am Rennweg.